# Montreux Volley Masters 2013
Il Montreux Volley Masters di pallavolo femminile 2013 si è svolto dal 28 maggio al 2 giugno 2013 a Montreux, in Svizzera. Al torneo hanno partecipato 8 squadre nazionali e la vittoria finale è andata per la sesta volta al Brasile.

## Regolamento
Le otto squadre sono state divise in due gironi: al termine della prima fase, le prime due classificate di ogni girone hanno acceduto alle semifinali per il primo posto, mentre le ultime due classificate hanno acceduto alle semifinali per il quinto posto.

## Gironi
| Girone A                     | Girone B                                 |
| ---------------------------- | ---------------------------------------- |
| Brasile Cina Russia Svizzera | Germania Giappone Italia Rep. Dominicana |

## Fase finale

### Finali 1º e 3º posto
|  | Semifinali      | Semifinali      | Semifinali |        |         | Finale 1º/2º posto | Finale 1º/2º posto | Finale 1º/2º posto |  |
|  |                 |                 |            |        |         |                    |                    |                    |  |
|  | Brasile         | Brasile         | 3          |        |         |                    |                    |                    |  |
|  | Brasile         | Brasile         | 3          |        |         |                    |                    |                    |  |
|  | Rep. Dominicana | Rep. Dominicana | 0          |        |         |                    |                    |                    |  |
|  | Rep. Dominicana | Rep. Dominicana | 0          |        | Brasile | Brasile            | 3                  |                    |  |
|  |                 |                 |            |        | Brasile | Brasile            | 3                  |                    |  |
|  |                 |                 | Russia     | Russia | 0       |                    |                    |                    |  |
|  | Italia          | Italia          | Russia     | Russia | 0       | 2                  |                    |                    |  |
|  | Italia          | Italia          |            |        |         | 2                  |                    |                    |  |
|  | Russia          | Russia          | 3          |        |         | Finale 3º/4º posto | Finale 3º/4º posto | Finale 3º/4º posto |  |
|  | Russia          | Russia          | 3          |        |         |                    |                    |                    |  |
|  |                 |                 |            |        |         |                    |                    |                    |  |
|  |                 |                 |            |        |         | Rep. Dominicana    | Rep. Dominicana    | 3                  |  |
|  |                 |                 |            |        |         | Rep. Dominicana    | Rep. Dominicana    | 3                  |  |
|  |                 |                 |            |        |         | Italia             | Italia             | 1                  |  |

### Finale 5º posto
|  | Semifinali | Semifinali | Semifinali |          |      | Finale | Finale | Finale |  |
|  |            |            |            |          |      |        |        |        |  |
|  | Cina       | Cina       | 3          |          |      |        |        |        |  |
|  | Cina       | Cina       | 3          |          |      |        |        |        |  |
|  | Germania   | Germania   | 0          |          |      |        |        |        |  |
|  | Germania   | Germania   | 0          |          | Cina | Cina   | 1      |        |  |
|  |            |            |            |          | Cina | Cina   | 1      |        |  |
|  |            |            | Giappone   | Giappone | 3    |        |        |        |  |
|  | Giappone   | Giappone   | Giappone   | Giappone | 3    | 3      |        |        |  |
|  | Giappone   | Giappone   |            |          |      |        |        |        |  |
|  | Svizzera   | Svizzera   | 0          |          |      |        |        |        |  |

## Podio

### Campione
Formazione: 1 Ellen Braga, 2 Juciely Barreto, 3 Danielle Lins, 5 Adenízia da Silva, 6 Monique Pavão, 7 Priscila Daroit, 8 Cláudia da Silva, 9 Michelle Pavão, 11 Tandara Caixeta, 14 Letícia Hage, 16 Fernanda Garay, 17 Josefa de Souza, 18 Camila Brait, 19 Suelen Pinto, CT: José Roberto Guimarães

### Secondo posto
Formazione: 1 Aleksandra Pasynkova, 3 Dar'ja Stoljarova, 4 Irina Zarjažko, 6 Anna Levčenko, 9 Ksenija Naumova, 10 Ekaterina Pankova, 11 Viktorija Rusakova, 14 Natal'ja Dianskaja, 17 Natal'ja Malych, 18 Aleksandra Vinogradova, 19 Anna Malova, 20 Anastasija Šljachovaja, CT: Andrej Erkhov

### Terzo posto
Formazione: 1 Annerys Vargas, 4 Marianne Fersola, 5 Brenda Castillo, 7 Niverka Marte, 8 Cándida Arias, 11 Jeoselyna Rodríguez, 12 Karla Echenique, 14 Prisilla Rivera, 16 Yonkaira Peña, 17 Gina Mambrú, 18 Bethania de la Cruz, 19 Ana Binet, CT: Marcos Kwiek

## Classifica finale
| Classifica | Squadre         |
| ---------- | --------------- |
|            | Brasile         |
|            | Russia          |
|            | Rep. Dominicana |
| 4          | Italia          |
| 5          | Giappone        |
| 6          | Cina            |
| 7          | Germania        |
| 7          | Svizzera        |